# Piétrain (porc)
Pour les articles homonymes, voir Piétrain.
Le piétrain est une race porcine d'origine belge, apparue vers 1920 dans la commune éponyme située dans le Brabant wallon. Elle devient très populaire dans son pays à partir des années 1950, et s'exporte ailleurs vers l'Allemagne et la France, pays où elle reste assez présente aujourd'hui.
Le piétrain est un cochon blanc à taches noires voire rousses. Il est notamment réputé pour ses exceptionnels rendements de carcasse et taux de viande maigre, qui en font une race privilégiée pour obtenir des verrats terminaux de race pure ou croisée. Les croisements avec des races indemnes du gène de la sensibilité au stress ont l'avantage de supprimer ce défaut qui diminue fortement la qualité de la viande des porcs concernés.
Aujourd'hui les organismes de sélection continuent à améliorer la croissance de la race. Celle-ci jouit d'un certain succès en Belgique comme dans le reste du monde où elle s'exporte de plus en plus.

## Origine de la race
Cette race porcine est issue du croisement d'un porc de la race berkshire importé d'Angleterre par un fermier de Jodoigne avec des porcs blancs indigènes. Sa progéniture fit l'objet de l'attention de différents éleveurs et marchands de la région. Vers 1925, on décida de procéder à des croisements de manière plus scientifique, en vue d'obtenir une race porcine particulière, moins grasse avec plus de muscle. Deux années plus tard, un spécimen prometteur fut présenté pour la première fois au concours exposition organisé par le Comice Agricole de Jodoigne. En mars 1931, le porc pie noir fut admis au concours du bœuf gras d'Anderlecht. À la veille du deuxième conflit mondial, presque tous les éleveurs de la région comprise entre Hannut, Mélin et Lumay, avaient déjà opté pour cette race.
C'est dans les années 1950 que la race prend réellement son essor. Elle devient rapidement très populaire en Belgique, et la France en importe des spécimens dès 1955. Le cheptel français compte aujourd'hui environ 13 000 animaux.
Nestor Delmez (1867-1949), médecin vétérinaire et secrétaire du comice agricole de Jodoigne, fut un des créateurs de la race porcine de Piétrain.

## Description
C'est un porc de taille moyenne, caractérisé par sa croupe rebondie (caractère dit culard). La robe est blanche tachetée de noir ou parfois de roux. Ces taches sont entourés d'une sorte d'anneau de soies blanches et donnent au cochon un aspect caractéristique. Ses oreilles sont droites. Il a des pattes plutôt courtes par rapport à d'autres races porcines, et est assez trapu, avec un dos large et des jambons bien développés.
Le verrat mesure 85 cm pour 280 kg tandis que la femelle a une hauteur au garrot de 80 cm pour un poids de 220 kg

## Aptitudes
Cette race porcine dispose d'une musculature exceptionnelle, hypertrophiée, avec très peu de gras et un excellent rendement en carcasse. C'est d'ailleurs la meilleure race au monde sur le critère du taux de viande maigre : le rendement carcasse de ce porc est de 83 % dont 69 % de viande maigre. Il a une bonne croissance, légèrement altérée par son faible appétit, et un très bon indice de consommation. Ainsi, un mâle castré à l'engraissement a un gain moyen quotidien de 811 g par jour et un indice de consommation de 2,49. Le piétrain est assez précoce, et a une prolificité modeste de 10,4 porcelets par portée. On rencontre chez cette race une sensibilité au stress d'origine génétique. Celle-ci, qui se manifeste chez les sujets homozygotes pour le gène responsable de cette sensibilité, entraîne deux conséquences :
- sur la sensibilité au stress, les animaux pouvant périr de mort subite par « crise cardiaque du porc » (depuis 2006, cet inconvénient est contrecarré par modification des gènes négatifs en gènes positifs et ce porc est donc résistant à la crise cardiaque),
- et sur la qualité de la viande, affectée par l'état de stress et conduisant au syndrome  des viandes PSE (pâles, humides et exudatives) inaptes à certaines transformations (jambon, etc.)[4].

Le porc de Piétrain est essentiellement utilisé en croisement, notamment avec la race large white, de façon à éliminer ces inconvénients (ce gène est absent chez le large white, et les animaux issus de ce croisement sont donc hétérozygotes et non touchés par ce défaut). De ce fait, elle représente 25 % des gènes des porcs charcutiers dans un grand nombre d'organisations de sélection porcine. Dans quelques régions françaises (Nord, Est), elle est utilisée comme verrat terminal de race pure pour satisfaire des débouchés locaux bien définis. Ces qualités de carcasse en font un animal prisé pour fournir des verrats terminaux de race pure ou croisés.

## Sélection
Le piétrain est inscrit aux livres généalogiques porcins collectifs. On compte environ 1 300 sujets inscrits qui participent à la sélection en 2005
La sélection s'applique actuellement à améliorer la croissance des animaux, qui augmente de 10 g/jour chaque année depuis 1992, et cela sans altérer les formidables qualités de carcasse de l'animal.

## Diffusion
Après sa création au début du XXe siècle, la race piétrain se cantonne tout d'abord à sa région d'origine du Brabant wallon, où on la trouve dans la zone entre Hannut, Mélin et Lumay. Elle est découverte au début des années 1950, et se développe rapidement dans toute la Belgique où elle gagne une grande popularité. Dès les années 1960, elle est exportée en Allemagne, où elle garde encore aujourd'hui une certaine importance, ainsi qu'en France. Depuis quelque temps, le piétrain est un peu moins populaire en Belgique, mais les effectifs y restent assez importants.
L'"Association régionale pour la Promotion du Porc Piétrain (A.R.P.P.)" est créée dans les années 80 afin de promouvoir et exporter la race dans le monde. Elle est aidée dans sa tâche par la Province de Brabant Wallon, l'Apaq-W et l'Agence Wallonne à l’Exportation (AWEX).
Sous l'égide de l'Agence Wallonne à l’Exportation (AWEX), le piétrain a été exporté dans les années 1990 et 2000 dans diverses régions du globe comme la Chine, la Thaïlande, le Brésil ou encore le Vietnam.

## Le Piétrain dans la culture populaire
Une Confrérie est créée en 1992 pour promouvoir la race. C'est la "Confrérie de l'Ordre du Cochon Piétrain". Elle a pour but la promotion du Porc Piétrain et plus particulièrement de la Noix de Piétrain au sel marin et aux sept épices. Celle-ci a également créé une bière "la Piétrain", ambrée à 8°et blonde à 6.5°. Elle est reconnue par le Conseil Noble du Brabant Wallon et de Bruxelles Capitale (CNBB)et par le Grand Conseil de la tradition Gastronomique et Culturel de Wallonie et de Bruxelles Capitale (TGWB). Elle est également membre du Conseil Europeen des Confréries Gastronomiques (CEUCO).Elle est actuellement composée de 25 membres chacun vêtu d’un sarrau couleur lie- de- vin bordé au col et aux manches de rubans rose et noires qui ne sont pas sans rappeler les couleurs du Porc Piétrain.La confrérie possède deux emblèmes, tout d’abord son étendard, bleu marine  représentant la terre cernée d’épi de blé  sur lequel apparait un Porc Piétrain  le tout rehaussé en lettre d’or du nom de la confrérie et de l’année de sa création,ensuite un cochon taillé en pierre de Gobertange (pierre de la région).